# 莫莫格泡
莫莫格泡是一个位于中国吉林省镇赉县的湖泊，面积约为20平方千米，平均水深约为1.5米。